# Dalechampia armbrusteri
Dalechampia armbrusteri är en törelväxtart som beskrevs av Grady Linder Webster. Dalechampia armbrusteri ingår i släktet Dalechampia och familjen törelväxter. Inga underarter finns listade i Catalogue of Life.